# Pfarrhaus (Oberleichtersbach)

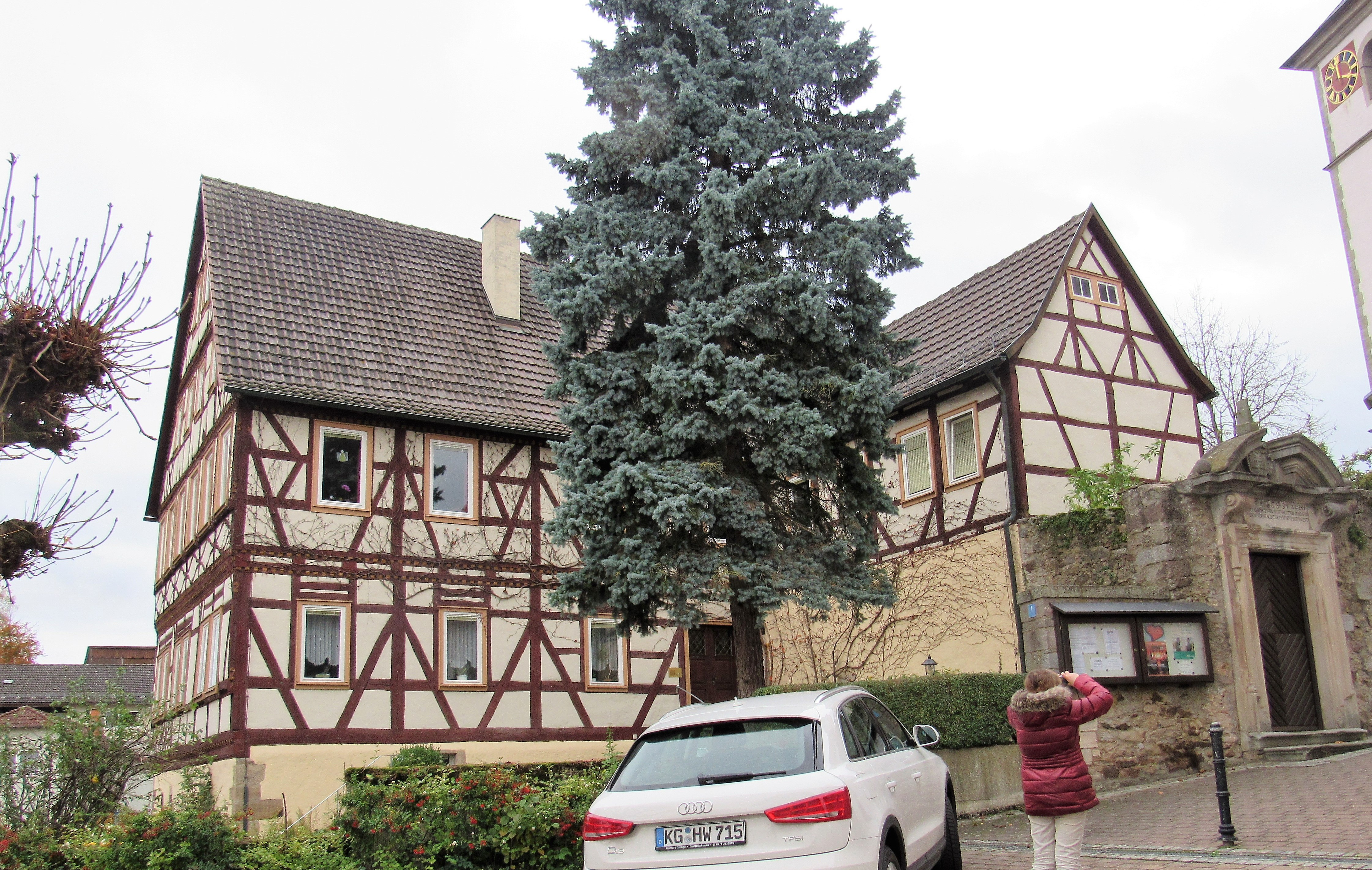
Das Pfarrhaus in Oberleichtersbach

Das Pfarrhaus in Oberleichtersbach, einer Gemeinde im unterfränkischen Landkreis Bad Kissingen, wurde im Jahr 1669 errichtet. Das Haus mit der Adresse Am Kirchberg 1 ist ein geschütztes Baudenkmal.
Das Pfarrhaus ist ein zweigeschossiges Fachwerkhaus auf massivem Sockel mit östlichem Nebengebäude. Das Nebengebäude ist zumindest im Obergeschoss ebenfalls eine Fachwerkkonstruktion. Die Fensterzahl der gegenüberliegenden Wände von Haupt- und Nebengebäude stimmt nicht überein. Vor dem Pfarrhaus befindet sich eine Pforte mit Segmentgiebel und Wappenkartusche,  darin eine Inschrift und die Jahreszahl 1669.